# Стає
Стає (словен. Selnik) — поселення в общині Іг, Осреднєсловенський регіон, Словенія. Висота над рівнем моря: 307,5 м.